# Tadeusz Naguszewski
Tadeusz Naguszewski (ur. 1 czerwca 1954 w Elblągu) – polski lekarz, samorządowiec i polityk, poseł na Sejm VI i VII kadencji.

## Życiorys
Ukończył w 1980 studia na Akademii Medycznej w Gdańsku. W 1987 uzyskał specjalizację drugiego stopnia w zakresie chorób wewnętrznych, a w 1990 specjalizację w zakresie gastroenterologii. Od 1980 pracuje w placówkach służby zdrowia. W 1994 został ordynatorem oddziału chorób wewnętrznych Wojewódzkiego Szpitala Zespolonego w Elblągu, w 1998 objął stanowisko dyrektora ds. lecznictwa tej jednostki. Od 1998 do 2007 sprawował także mandat radnego elbląskiej rady miejskiej, w 2006 powołano go na funkcję wiceprzewodniczącego.
Należał do Kongresu Liberalno-Demokratycznego i Unii Wolności. W wyborach parlamentarnych w 2001 startował z pierwszego miejsca listy UW w okręgu elbląskim do Sejmu, jednak partia nie osiągnęła progu wyborczego. Przeszedł następnie do Platformy Obywatelskiej i z jej listy ponownie kandydował bez powodzenia w wyborach w 2005.
W wyborach parlamentarnych w 2007 uzyskał mandat poselski z listy PO, otrzymując w okręgu elbląskim 15 577 głosów. W wyborach w 2011 bezskutecznie ubiegał się o reelekcję. 16 grudnia 2014 objął mandat w miejsce Adama Żylińskiego. W 2015 nie kandydował na kolejną kadencję.
Otrzymał Srebrny (2001) i Złoty (2004) Krzyż Zasługi.